# Jamnice (Imielin)
Jamnice – część Imielina, miasta położonego na Górnym Śląsku, w województwie śląskim.

## Położenie i krajobraz
Jamnice znajdują się w południowo-wschodniej części Imielina, sąsiadując bezpośrednio ze zbiornikiem Dziećkowice – jednym z najczystszych oraz głównych zbiorników wodnych w rejonie GZM, które przyciąga turystów i entuzjastów sportów wodnych. To jezioro, będące również zbiornikiem wody pitnej, jest popularnym terenem rekreacyjnym, zwłaszcza latem, kiedy staje się miejscem aktywności na świeżym powietrzu, takich jak żeglarstwo czy wędkarstwo. Z Jamnic można szybko dotrzeć do urokliwych obszarów leśnych i ścieżek spacerowych, co czyni je doskonałym miejscem dla miłośników natury.
Zdecydowaną większość dzielnicy zajmują pola oraz lasy.
Przez Jamnice przebiega szlak turystyczny (szlak rowerowy niebieski): Szlak Hołdunowski.

## Historia dzielnicy
Początkowo obszar ten zamieszkiwany był głównie przez rolników i drobnych rzemieślników, którzy przyczynili się do rozwoju lokalnej społeczności. W okresie powojennym, wraz z rozwojem przemysłowym regionu oraz samego Imielina wznoszono nowe budynki mieszkalne, a rozwój sieci dróg połączył tę dzielnicę z pozostałą częścią miasta oraz regionem.
W Jamnicach dominuje zabudowa jednorodzinna oraz zyskująca na popularności w tej części miasta zabudowa letniskowa.